# Den røde Klub
Den røde Klub er en dansk stumfilm fra 1914 med manuskript af Knud Lumbye.

## Handling
Denne artikel mangler et handlingsreferat. Hjælp os med at skrive det.

## Medvirkende
- Tronier Funder - Fyrst Stanislaus
- Einar Zangenberg - Boris, Stanislaus' adjudant
- Edith Buemann Psilander - Baronesse Sonja
- Ellen Rassow - Ziska, Sonjas kammerpige
- F. Rau - Rigskansleren
- Charles Schwanenflügel - Iwanoff, præsident i "Den røde Klub"
- Peter Kjær